# ناتالي غارسيا
ناتالي غارسيا (بالإنجليزية: Natalie Garcia)‏ (30 يناير 1990 بالولايات المتحدة - ) هي لاعبة كرة قدم أمريكية في مركز الدفاع. شاركت مع منتخب المكسيك لكرة القدم للسيدات.

## وصلات خارجية
- ناتالي غارسيا على موقع الاتحاد الدولي (مؤرشف)  (الإنجليزية)
- ناتالي غارسيا على موقع الاتحاد الأوربي (الإنجليزية)
- ناتالي غارسيا على موقع قاعدة بيانات كرة القدم.إي يو (الإنجليزية)